# Suhoj KR-860
Suhoj KR-860 («Крылья России» - Krila Rusije), je bil dvonadstropni štirimotorni "superjumbo", ki ga je predlagal ruski biro Suhoj. Širokotrupno letalo naj bi bilo v celoti dvonadstropno, podobno kot Airbus A380.
Letalo naj bi imelo vzletno težo 650 ton, približno enako kot največje zgrajeno letalo Antonov An-225. Potniki bi sedeli po 12 v vrsti s tremi hodniki, na zgornjem nadstropju pa 9 vrsti z dvema hodnikoma. Kapaciteta bi bila 860-1000 potnikov. Zgradili so samo model v merilu 1/24.
Cena razvoja naj bi bila $ 10 milijard in naj bi bilo dokončano do leta 2000. Cena posameznega naj bi bila $160-200 milijonov. Trg so ocenili na okrog 300 letal te velikosti, približno toliko jih tudi v praksi dobil A380, ki se je pojavil kasneje. KR-860 naj bi proizvajali v tovarni v Kazanu. Predlagali so tudi verzijo KR-860T, ki bi uporalja utekočinjen zemeljski plin za gorivo, podobno kot Tupoljev Tu-206.

## Tehnične specifikacije
- Kapaciteta: 860-1000 potnikov
- Dolžina: 80 m (262 ft 6 in)
- Razpon kril: 88 m (288 ft 9 in), 64 na tleh s spravljenimi krili
- Površina kril: 700 m2 (7 500 sq ft)
- Maks. vzletna teža: 650 000 kg (1 433 005 lb)

- Potovalna hitrost: 1 000 km/h (621 mph; 540 vozlov)
- Dolet: 15 000 km (9 321 mi; 8 099 nmi)